# Bodo Scheurig
Bodo Scheurig (* 1928 in Berlin; † 29. April 2008 in Berlin) war ein deutscher Historiker und Autor.
Bodo Scheurig studierte nach sowjetischer Kriegsgefangenschaft Neuere Geschichte und Philosophie an der Freien Universität Berlin und an der Columbia University, New York. In Berlin studierte er unter anderem bei Hans Herzfeld, als dessen Schüler er bezeichnet wird. Er veröffentlichte zahlreiche Bücher und Aufsätze vor allem über den konservativen Widerstand gegen Hitler und 1964 die erste Biografie über Claus Graf Schenk von Stauffenberg. Bekannt wurde auch sein Buch über das Nationalkomitee Freies Deutschland, das zuerst 1960 erschien und zuletzt 1993 unter dem Titel Verräter oder Patrioten: Das Nationalkomitee „Freies Deutschland“ und der Bund Deutscher Offiziere in der Sowjetunion 1943–1945 aufgelegt wurde.
Seinen Nachlass erwarb die Staatsbibliothek zu Berlin. Eine "Sammlung Bodo Scheurig" mit Unterlagen zum konservativen Widerstand gegen den Nationalsozialismus befindet sich auch im Institut für Zeitgeschichte in München, die teilweise digitalisiert zugänglich ist.

## Veröffentlichungen (Auswahl)
- Claus Graf Schenk von Stauffenberg. Colloquium-Verlag, Berlin 1964 (Reihe: Köpfe d. XX. Jahrhunderts, Bd. 33).
- Einführung in die Zeitgeschichte. de Gruyter, Berlin 1962. 2. Auflage 1970, ISBN 3-110-02777-1 (Sammlung Göschen, Bd. 1204).
- Verrat hinter Stacheldraht? Das Nationalkomitee "Freies Deutschland" und der Bund Deutscher Offiziere in der Sowjetunion 1943–1945, München: Deutscher Taschenbuch Verlag 1965. dtv[-Taschenbücher]; 270.
- Einleitender Essay zu Ernst Niekisch: Die Legende von der Weimarer Republik, Köln: Verlag Wissenschaft und Politik 1968.
- Verräter oder Patrioten – das Nationalkomitee „Freies Deutschland“ und der Bund Deutscher Offiziere in der Sowjetunion 1943–1945. Überarbeitete und ergänzte Neuausgabe. Propyläen, Berlin/Frankfurt am Main 1993, ISBN 3-549-07234-1[5]
- (Hrsg.): Deutscher Widerstand 1938 – 1944: Fortschritt oder Reaktion? 2. Auflage, Deutscher Taschenbuch-Verlag 1984, ISBN 978-3-423-02943-8 (dtv-Taschenbuch 2943, dtv-Dokumente)
- Ewald von Kleist-Schmenzin: Ein Konservativer gegen Hitler. Stalling, Oldenburg 1968. Neueste Ausgabe: Bublies, Beltheim-Schnellbach 2001, ISBN 3-926584-75-0.
- Henning von Tresckow: Ein Preuße gegen Hitler. Stalling, Oldenburg 1973. Neueste Ausgabe Propyläen, Berlin 2004, ISBN 3-549-07212-0.
- Alfred Jodl: Gehorsam und Verhängnis. Propyläen, Berlin 1991, ISBN 3-549-07228-7.
- Preußischer Ungehorsam. Tradition und Verfall. Fölbach, Koblenz 1999, ISBN 3-923532-98-9.